# Lymnas limbata
Lymnas limbata är en fjärilsart som beskrevs av Hans Ferdinand Emil Julius Stichel 1925. Lymnas limbata ingår i släktet Lymnas och familjen Riodinidae. Inga underarter finns listade i Catalogue of Life.